# Michel Gallet
Michel Gallet (1927 - 2019) est un conservateur de musée et historien de l'art français, spécialiste de l'architecture du XVIIIe siècle.

## Biographie
Fils d'un architecte formé dans l'agence de Jean-Louis Pascal,, Michel Gallet a suivi des études artistiques (École des Beaux-Arts, 1945 ; Académie Goetz et Académie de la Grande Chaumière), des études de lettres à la Sorbonne, et d'histoire de l'art à l'École du Louvre (thèse sur les origines de la perspective linéaire, 1956).
Attaché aux Musées nationaux en 1951, il est conservateur du musée de Mâcon de 1954 à 1956, conservateur des musées de la Ville de Paris de 1958 à 1977, puis détaché auprès du service des Monuments historiques de 1977 à 1992 (conservateur des Antiquités et Objets d'art de la Ville Paris). Il enseigne à la faculté des Lettres de Nanterre (1967-1968) et à l'École du Louvre (1969-1971).
Michel Gallet est surtout connu pour ses recherches consacrées à l'architecture française du XVIIIe siècle, notamment ses publications sur l'habitat parisien et sur l'architecte Claude Nicolas Ledoux. Il est membre de l'Académie d'architecture depuis 1989.
Michel Gallet était marié à Danielle Gallet-Guerne, archiviste paléographe (1957), conservatrice aux Archives nationales, auteur de plusieurs ouvrages sur le XVIIIe siècle et descendante de l'architecte Jean-Jacob Guerne.
Michel Gallet meurt le 6 mai 2019.

## Principales publications
- Michel Gallet, Demeures parisiennes : l'époque de Louis XVI, Paris, Éd. Le Temps, 1964
Édition anglaise : (en) Paris domestic architecture of the 18th-century, London, Barrie & Jenkins, 1972
Édition américaine : (en) Stately mansions. Eighteenth century Paris architecture, New York, Praeger, 1972
- Michel Gallet, Le Louvre, Paris, F. Hazan, 1966
- Michel Gallet, L'Hôtel Carnavalet, Paris, Société des amis du Musée Carnavalet, 1976
- Michel Gallet, Ledoux et Paris, Paris, Commission du Vieux Paris, 1979
- Michel Gallet, Claude-Nicolas Ledoux, Paris, Picard, 1980
- Michel Gallet et Yves Bottineau, Les Gabriel, Paris, Picard, 1982 (réimpr. 2004), 329 p. (ISBN 2-7084-0086-X, BNF 34741742), prix Paul-Marmottan 1983
- Michel Gallet et Jörg Garms, Germain Boffrand, Paris, Herscher, 1986
- Michel Gallet, Inédits pour un tome III : architecture de Ledoux, Paris, Éd. du Demi-Cercle, 1991
- Michel Gallet, Les architectes parisiens du XVIIIe siècle, Paris, Mengès, 1995